# Andrew Bachelor
Andrew Bachelor (Toronto, 26 giugno 1988) è un attore canadese con cittadinanza statunitense.

## Carriera
Andrew Bachelor ottenne successo grazie all’app Vine, con la quale raggiunse gli 11.3 milioni di followers e più di oltre 6 miliardi di visualizzazioni.

## Filmografia

### Cinema
- We Are Your Friends, regia di Max Joseph (2015)
- Cinquanta sbavature di nero (Fifty Shades of Black), regia di Michael Tiddes (2016)
- Meet the Blacks, regia di Deon Taylor (2016)
- Grow House, regia di DJ Pooh (2017)
- La babysitter (The Babysitter), regia di McG (2017)
- Where's the Money?, regia di Oliver Berger (2017)
- Angry Angel, regia di Jamie Travis (2017)
- Se ci conoscessimo oggi (When We First Men), regia di Ari Sandel (2018)
- Game Over, Man!, regia di Kyle Newacheck (2018)
- Tutte le volte che ho scritto ti amo (To All the Boys I've Loved Before), regia di Susan Johnson (2018)
- Rim of the World, regia di McG (2019)
- Offline (Airplane Mode), regia di César Rodrigues (2020)
- Coffee & Kareem, regia di Michael Dowse (2020)
- La lista dei fan**lo (The F**k-it List), regia di Michael Duggan (2020)
- Greenland, regia di Ric Roman Waugh (2020)
- La babysitter - Killer Queen (The Babysitter: Killer Queen), regia di McG (2020)
- Holidate, regia di John Whitesell (2020)
- Amore, matrimoni e altri disastri (Love, Weddings & Other Disasters), regia di Dennis Dugan (2020)
- Gli amici delle vacanze (Vacation Friends), regia di Clay Tarver (2021)
- Family Switch, regia di McG (2023)

### Televisione
- House of Lies – serie TV, 4 episodi (2012)
- The Mindy Project – serie TV, 5 episodi (2014-2015)
- Black Jesus – serie TV, 21 episodi (2014-2015)
- Key & Peele – serie TV, 1 episodio (2015)
- The Soul Man – serie TV, 1 episodio (2015)
- Resident Advisor – serie TV, 7 episodi (2015)
- TripTank – serie TV, 1 episodio (2016)
- Easy – serie TV, 1 episodio (2016)
- Workaholics – serie TV, 1 episodio (2017)
- Angie Tribeca – serie TV, 1 episodio (2017)
- Dead House – serie TV, 1 episodio (2017)
- The Walking Dead – serie TV, episodio 10x13 (2020)
- Real Bros of Simi Valley – serie TV, 1 episodio (2020)
- Sneakerheads – serie TV, 6 episodi (2020)
- The Walking Dead: The Ones Who Live, regia di Bert e Bertie, Michael Slovis e Michael E. Satrazemis – miniserie TV, puntata 1x02 (2024)

## Doppiatori italiani
Nelle versioni in italiano delle opere in cui ha recitato, Andrew Bachelor è stato doppiato da:
- Simone Crisari ne La babysitter, Se ci conoscessimo oggi, La babysitter - Killer Queen, Angelo ribelle
- Gabriele Patriarca in Coffee & Kareem, Holidate
- Alessandro Campaiola in Rim of the World
- Davide Farronato in Sneakerheads
- Flavio Aquilone in La lista dei fan**lo
- Daniele Raffaeli ne Gli amici delle vacanze
- Emanuele Ruzza in Easy
- Diego Gallo in The Walking Dead: The Ones Who Live